# Запис Стојановића храст у Пиносави (Марковац)
Запис Стојановића храст у Пиносави (Марковац‎) се налази на парцели чији је власник Стојановић Слађана.

## Локација
| Општина             | Велика Плана‎                                                                |
| Катастарска општина | Марковац‎                                                                    |
| Потес               | Доња вађура                                                                 |
| Координате          | 44° 13′ 41″ С; 21° 03′ 16″ И / 44.228099999999998° С; 21.054500000000001° И |
| Надморска висина    | 116m                                                                        |

## Карактеристике
Дендрометријске вредности утврђене на терену и сателитским снимцима:
| Стабло                     | Храст |
| Висина стабла              | m     |
| Обим дебла                 | m     |
| Пречник крошње             | 13m   |
| Пречник дебла              | m     |
| Висина дебла до прве гране | m     |

## База записа
Запис је у оквиру Викимедија пројекта "Запис - Свето дрво" заведен под редним бројем 0250.